# Don Schollander
Donald ("Don") Arthur Schollander (Charlotte, 30 de abril de 1946) é um ex-nadador estadunidense, ganhador de cinco medalhas de ouro nos Jogos Olímpicos.
Schollander entrou no International Swimming Hall of Fame em 1965, com 19 anos de idade. Em 1983, foi um dos integrantes do primeiro grupo que entrou no U.S. Olympic Hall of Fame.
Foi detentor do recorde mundial dos 200 metros livres três vezes: entre 1962 e 1963, entre 1963 e 1964, e entre 1964 e 1968. Também foi recordista mundial dos 400 metros livres duas vezes: entre 1964 e 1966, só perdendo o recorde temporariamente em 18 de agosto de 1966.